# 대레이더 미사일

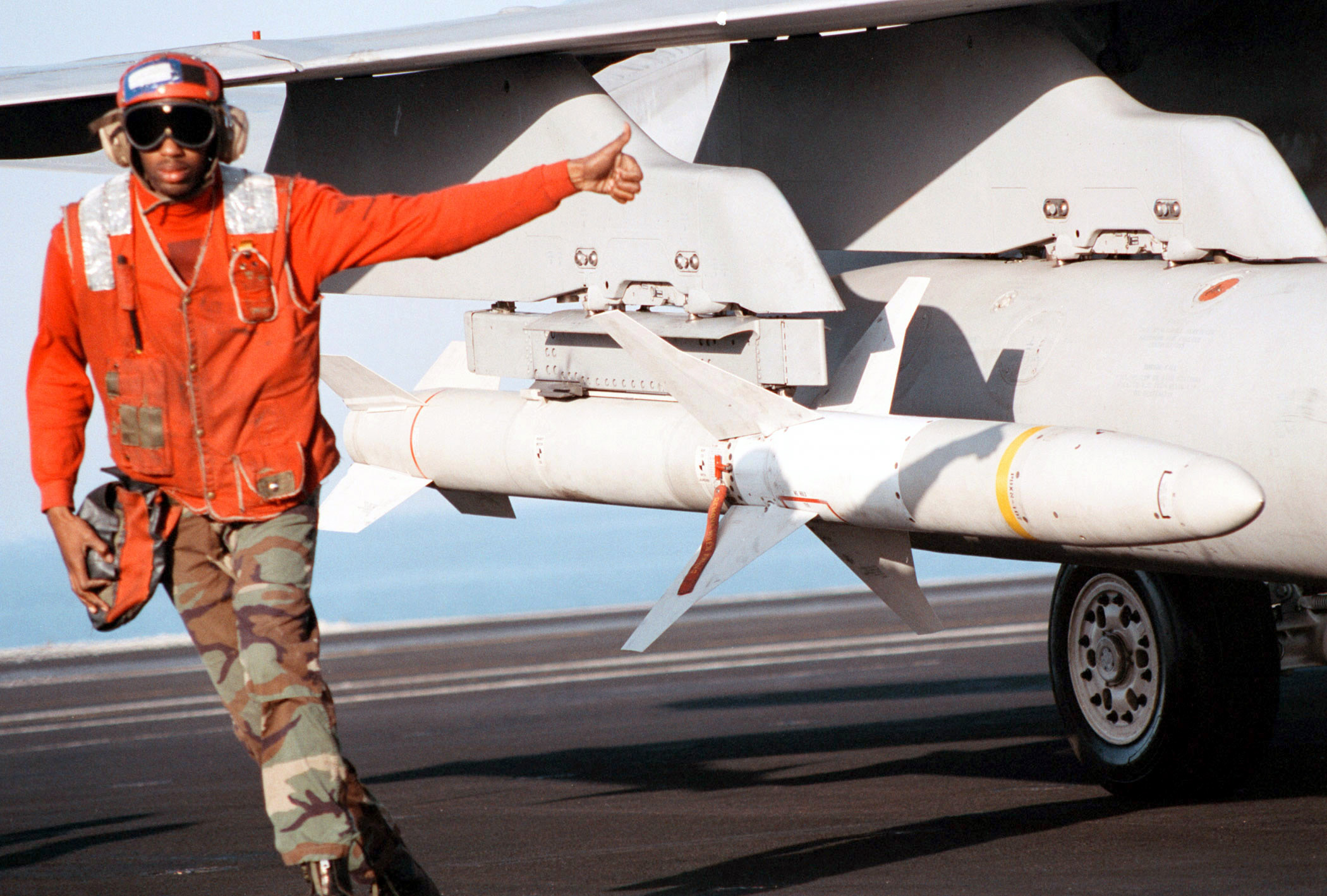
AGM-88 함

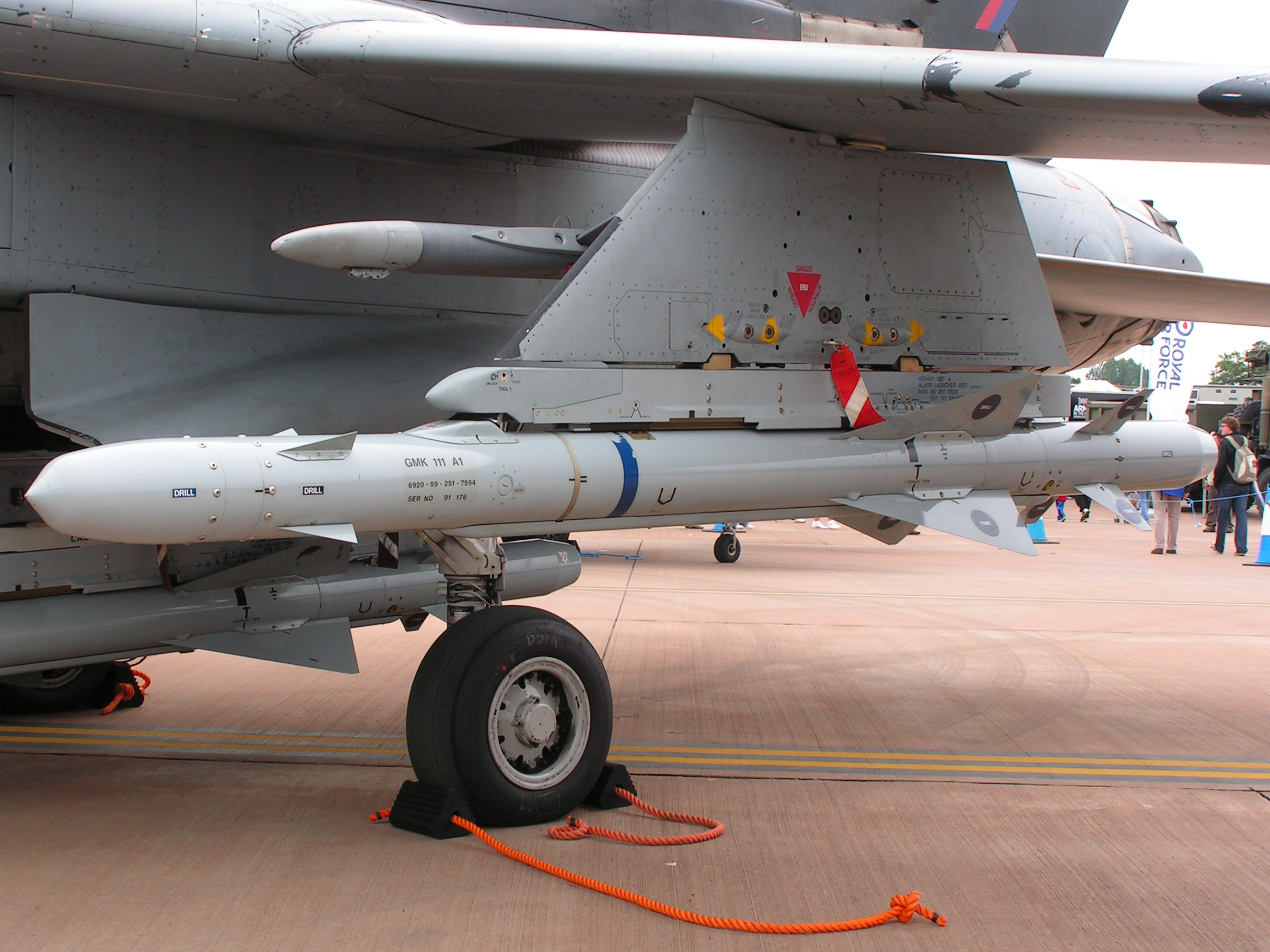
ALARM

대레이더 미사일(Anti-radiation missile, ARM)은 적의 무선 방출원을 탐지하고 조준하도록 설계된 미사일이다. 일반적으로 이러한 장치는 적 레이더에 사용하도록 설계되었지만 통신에 사용되는 전파 방해 장치와 심지어 무선 장치도 이러한 방식으로 목표로 삼을 수 있다.
가장 초기에 알려진 대방사선 무기는 블롬 앤 보스 BV 246(Blohm & Voss BV 246) 레이더 유도 폭탄의 변형이다.

## 같이 보기
- AGM-88 함
- ALARM
- Kh-31
- Kh-58
- 천검2
- YJ-91